# 丹麥鎮區 (愛荷華州李縣)
丹麥鎮區（英語：Denmark Township）是位於美國愛荷華州李縣的一個行政鎮區。

## 地方資料
根據2010年美國人口普查的數據，丹麥鎮區的面積為53.48平方千米，當中陸地面積為52.84平方千米，而水域面積為0.64平方千米。當地共有人口804人，而人口密度為每平方千米15.03人。